# Dieter Schloten
Dieter Schloten (* 26. August 1939 in Mülheim an der Ruhr) ist ein deutscher Politiker (SPD).

## Leben
Nach dem Abitur studierte Schloten Geschichte und evangelische Theologie in Göttingen, Bonn und Bochum. Nach dem ersten Staatsexamen 1968 wurde er 1969 Studienreferendar und anschließend Studienrat an einer Gesamtschule in Mülheim an der Ruhr. Ab 1978 war er Leitender Gesamtschuldirektor in Essen.

## Politik
Seit 1969 ist Dieter Schloten Mitglied der SPD. Nachdem er von 1975 bis 1990 im Stadtrat von Mülheim gesessen hatte, gehörte er von 1990 bis 2002 – als Direktkandidat des Wahlkreises Mülheim – dem Deutschen Bundestag an, in dem er Mitglied des Auswärtigen Ausschusses wurde. Zuletzt leitete er die deutsche Delegation in der Interparlamentarischen Union. Ab 1995 vertrat er Deutschland in den Parlamentarischen Versammlungen des Europarates und der Westeuropäischen Union.
Nach dem Ausscheiden aus dem Bundestag gelangten seine Akten aus den Jahren 1995 bis 2002 in das Mülheimer Stadtarchiv.